# Hecht & Haie
Hecht & Haie ist eine in Frankfurt am Main spielende Krimiserie des Hessischen Rundfunks für die ARD mit Walter Kreye, Friedrich-Karl Praetorius und Barbara Wussow in den Hauptrollen.

## Inhalt
Der Beamte Wolfgang Hecht vom Frankfurter Ordnungsamt klärt mit seinen Kollegen Christian Schneider und der Sekretärin Vera Busch kleinere Strafdelikte des Alltags auf. Dazu kommt die familiäre Lage von Wolfgang Hecht, dessen Frau sich von ihm scheiden lassen will, aber er verpasst regelmäßig die angesetzten Termine.

## Hintergrund
Die Musik zur Serie komponierte Klaus Doldinger.
Die Hauptrolle als Wolfgang Hecht verschaffte Walter Kreye „größere Bekanntheit“ als Schauspieler in Deutschland.
Die Folgen beruhen auf echten Fällen, die von den Drehbuchautoren mit Humor und Spannungsbogen aufgewertet worden sind. Im Frankfurter Ordnungsamt gibt es eine Abteilung für besondere Aufgaben, die so arbeitet, wie es in der Serie dargestellt wird.

## Episodenliste

### Staffel 1
| Nr. | Episodentitel              | Erstausstrahlung |
| --- | -------------------------- | ---------------- |
| 1   | Das Geschäft des Lebens    | 4. März 1993     |
| 2   | Schutzengel                | 11. März 1993    |
| 3   | Falsches Spiel             | 18. März 1993    |
| 4   | Frische Brötchen           | 25. März 1993    |
| 5   | Liebesfreud und Liebesleid | 1. April 1993    |
| 6   | Der Kinderhändler          | 8. April 1993    |
| 7   | Giftige Fracht             | 15. April 1993   |
| 8   | Kneipen-Kur                | 22. April 1993   |
| 9   | Diskreter Auftrag          | 29. April 1993   |
| 10  | Massagesalon               | 13. Mai 1993     |
| 11  | Mainhattan                 | 27. Mai 1993     |
| 12  | Geisterbahn                | 3. Juni 1993     |
| 13  | Rosenkavaliere             | 17. Juni 1993    |

### Staffel 2
| Nr. | Episodentitel         | Erstausstrahlung   |
| --- | --------------------- | ------------------ |
| 1   | Der Schneekönig       | 30. September 1994 |
| 2   | Selbstjustiz          | 7. Oktober 1994    |
| 3   | Spiel mit dem Feuer   | 14. Oktober 1994   |
| 4   | Der Stellvertreter    | 21. Oktober 1994   |
| 5   | Schwein gehabt        | 28. Oktober 1994   |
| 6   | Die verlorene Tochter | 4. November 1994   |
| 7   | Die Drohung           | 11. November 1994  |
| 8   | Herzstiche            | 18. November 1994  |
| 9   | Licht und Schatten    | 25. November 1994  |
| 10  | Späte Liebe           | 2. Dezember 1994   |
| 11  | Böses Blut            | 9. Dezember 1994   |
| 12  | Spaghetti Mafiosa     | 16. Dezember 1994  |
| 13  | Edle Tropfen          | 23. Dezember 1994  |

## DVD-Veröffentlichungen
- Hecht & Haie – Die komplette 1. Staffel auf 4 DVDs, Pidax Film, FSK 12, Laufzeit: ca. 676 Minuten, Erscheinungstermin: 24. Juli 2020, EAN: 4260497427292.[5]
- Hecht & Haie – Die komplette 2. Staffel auf 4 DVDs, Pidax Film, FSK 12, Laufzeit: ca. 627 Minuten, Erscheinungstermin: 25. September 2020, EAN: 4260497427308.[5]